# Michael Harrington (soccer)
Michael Harrington est un footballeur américain né le 24 janvier 1986 à Greenville en Caroline du Nord. Il évolue au poste de défenseur avec le North Carolina FC.

## Parcours en club
Il était à l'Université de Caroline du Nord à Chapel Hill où il a joué avec l'équipe de football de 2003 à 2006. En 2007, les Wizards de Kansas City de Major League Soccer ont choisi Harrington dans le premier tour de la SuperDraft.
Le 3 décembre 2012, Harrington est transféré au Timbers de Portland

## Parcours en sélection
Harrington était un membre des moins de 17 ans à Bradenton Academy et a joué pour les États-Unis au championnat du monde 2003 des moins de 17 ans en Finlande lors de laquelle l'équipe a atteint les quarts de finale. Deux ans après, Harrington a représenté les États-Unis à la Coupe du monde de football des moins de 20 ans 2005 en Hollande.